# Anourosorex schmidi
Anourosorex schmidi és una espècie de musaranya del gènere Anorousorex. Viu a altituds d'entre 1.500 i 3.100 msnm a Bhutan i l'Índia.